# Анушкевичус, Виктор Андрюсович
Виктор Андрюсович Анушкевичус (укр. Віктор Андрюсович Анушкевичус, лит. Viktoras Anuškevičius; род. 15 ноября 1962, Воркута, Коми АССР, РСФСР, СССР) — украинский политический деятель литовского происхождения. Городской голова Ивано-Франковска с 26 марта 2006 года по 1 декабря 2015 года. Председатель Ивано-Франковской областной федерации футбола (2006—2013).

## Биография
Родился в смешанной украинско-литовской семье в Воркуте, на месте ссылки отца — литовца из-под Каунаса. После окончания ссылки семья перебралась на родину матери — в г. Шепетовка Хмельницкой области. После окончания средней школы и технического училища в Шепетовке работал фрезеровщиком. Позже, в 1986 году окончил Винницкий политехнический институт. После службы в армии в 1988 г. переехал на постоянное место жительства в Ивано-Франковск. В 1988—1997 годах работал инженером-конструктором на местном лесокомбинате. В 1991 году создал частный кооператив «Ритас».
В 2002 году был впервые избран в городской совет Ивано-Франковска, где присоединился к избирательному блоку «Наша Украина». Позже стал председателем контрольной комиссии горсовета по приватизации и аренде коммунального имущества. В 2005 году стал председателем областной организации Украинской народной партии.
Одержал победу на выборах городского головы Ивано-Франковска в 2006 году, получив 50 % голосов избирателей. Во второй раз переизбран на этот пост в декабре 2010 года, баллотировался от Украинской народной партии.
В 2010 году закончил Национальную академию государственного управления при президенте Украины по специальности «управление общественным развитием», получив степень магистра управления общественным развитием.

## Награды
- Литва: Кавалер ордена «За заслуги перед Литвой» (2006) — за содействие в развитии межгосударственных связей между двумя странами. Орден вручён во время празднования 345-летия основания Ивано-Франковска Чрезвычайным и Полномочным Послом Литовской Республики на Украине Альгирдасом Кумжа[2].
- Польша: Кавалер ордена Заслуг перед Республикой Польша (2013)[3] — вручён заместителем министра иностранных дел Республики Польша Ежи Помяновским и Генеральным консулом Республики Польша во Львове Ярославом Дроздом в рамках церемонии открытия Центра польской культуры и европейского диалога в городе Ивано-Франковске.

## Кино
Виктор Анушкевичус снялся в качестве ведущего в документальном сериале «Франковское Прикарпатье», режиссёра Мирослава Бойчука.

## Признание
По результатам измерения Индекса публичности местного самоуправления, проведённого Гражданская сеть ОПОРА, Виктор Анушкевичус признан самым публичным городским головой на Украине.